# Джонни Браво
«Джонни Браво» (англ. Johnny Bravo) — американский рисованный мультсериал, созданный Ваном Партиблом (англ. Van Partible). Впервые сериал был показан 7 июля 1997 года на Cartoon Network, в короткометражках «What a Cartoon!». Мультсериал официально закончили показывать в 2004 году, но в ноябре 2009 года телеканал начал показывать повторы. Всего существует 67 серий в четырёх сезонах.
Сначала Джонни Браво появился в двух коротких мультфильмах, сделанных специально для шоу World Premiere Toons, но после стал одним из персонажей, про которых решили снять полноценный мультсериал.

## Персонажи
- Джонни Браво (Jonathan «Johnny» Bravo). Озвучен Джеффом Беннеттом. Основной герой мультсериала, по имени которого и названо шоу. Блондин с зачёсанными наверх волосами, настолько твердыми от лака, что их не в состоянии взять даже машинка для стрижки волос (как убедился парикмахер в военном лагере, где Джонни по ошибке проходил военную службу). Молодой человек с мощным торсом, но карикатурно худыми ногами. Очень самовлюблён, не блещет умом, хоть изредка и способен принимать далеко не глупые и продуманные решения (вроде того случая, когда он использовал чихательный порошок, чтобы заставить пришельца вычихнуть необходимых ему для победы в галактическом конкурсе существ), считает, что может завоевать сердце любой девушки, но практически в каждой серии убеждается, что это не так. В большинстве серий носит чёрную футболку, узкие синие джинсы, чёрные ботинки и солнцезащитные очки. Имя героя — отсылка к персонажам сериала «Cheyenne» (1955 — 1963) и The Brady Bunch (1969 — 1974), однако создатель сериала Ван Партибл утверждает, что Джонни Браво образовано из его собственного полного имени Giovanni Bravissimo Partible. Хотя весьма вероятно, что образ Джонни Браво берёт свои истоки в фильме «Джонни Замша».
- Карл Хрынисццсвикс (Carlton «Carl» Chryniszzswics). Озвучен Томасом Кенни. Друг Джонни Браво (хотя тот его им отказывается считать), одарённый юноша, помешанный на компьютерных технологиях; интеллигентный, эксцентричный, но зачастую робкий человек. Джонни отказывается от дружбы с ним, помня о совместных школьных годах, когда Карл был выше его ростом и часто «прикалывался» над ним. Карл впервые появился во втором сезоне мультсериала.
- Банни Браво (Bunny Bravo). Озвучена Брендой Ваккаро. Мать Джонни. Имеет богатое во всех отношениях прошлое и множество скрытых талантов. Очень громкая и активная женщина, сильно опекающая своего сына и знающая обо всех его проблемах и неудачах.
- Малышка Сьюзи (Lil' Suzy). Озвучена Мэй Уитман (англ. Mae Whitman). Смышлёная рыжеволосая пятилетняя соседка Джонни. Милая и общительная девочка, иногда проявляющая по отношению к Джонни теплые чувства. В трудную минуту всегда готова помочь Джонни полезным советом или выручить его из беды, на что Джонни нередко отвечает отказом и попадает в ещё более серьёзные неприятности. О её родителях ничего не известно, но можно сделать предположение, что это какие-то знаменитости: в нескольких эпизодах говорится о её родственных связях со «звёздами», в частности, Фэрра Фосетт — её кузина.
- Стремительный Лонни (Lonnie Dash). Озвучен Аланной Убах (англ. Alanna Ubach). Известный восьмилетний мексикано-американский (отец — мексиканец, мать — афроамериканка) исполнитель кантри и гитарист. Его пение очень нравится Малышке Сьюзи.
- Попс (Pops). Озвучен Ларри Дрейком. Алчный хозяин мексиканского ресторанчика. Свою подозрительную пищу готовит из таких животных, как поссумы, панды, пумы, тюлени, лошади и орлы. Во многих сериях проявляет к Джонни поистине отцовские чувства (не забывая при этом о личной выгоде): даёт ему советы, чаще, впрочем, приносящие неприятности, чем пользу. Попс впервые появился во втором сезоне мультсериала.
- Мастер Хамма (Master Hamma). Озвучен Брайаном Точи (англ. Brian Tochi). Инструктор восточных единоборств из Японии. Джонни пытался взять у него несколько уроков, но всё всегда заканчивалось всевозможными разрушениями. Хамма впервые появился во втором сезоне мультсериала.
- Донни Осмонд (Donny Osmond). Камео. Смешливый персонаж, эпизодически появляющийся в противовес всегда серьёзному и сосредоточенному Джонни. В своём первом появлении в мультсериале был его няней.
- Мальчик из Джунглей (Jungle Boy). Озвучен Коди Доркин. Маленький мальчик, обладающий невероятной силой и живущий в джунглях вместе с говорящими животными. Появлялся эпизодически только в первом сезоне мультсериала.

## Приглашённые знаменитости и ссылки на культурные явления
В сериях мультфильма появлялись такие люди как Дон Ноттс (англ.), Джессика Бил, Алек Болдуин, «Странный Эл» Янкович, Люк Перри, Вендела Кирсебом (англ.), Адам Уэст (англ.), Дайон Уорик, Мик Джаггер, Ричард Симмонс (англ.), Мистер Ти, Марк Хэмилл, Шакил О’Нил, Сет Грин, Эллис Бисли (англ.), Куртис Армстронг, Чак Ди (англ.), Джеффри Тэмбор, Тиа Каррере, Фэрра Фосетт и Лэрейн Ньюман (англ.).
В некоторых сериях появляются персонажи других мультфильмов студии Hanna-Barbera: «Мир Скуби-Ду», Speed Buggy, англ. Jabberjaw, «Флинстоуны», «Мишка Йоги», Dynomutt, Dog Wonder и The Huckleberry Hound Show.
В шоу регулярно присутствуют пародии на сериал «Сумеречная зона»: фраза Джонни The Zone, where normal things don’t happen very often; эпизод с клоунами на крыльях самолёта; эпизод с говорящей куклой и т. д.
В одном из эпизодов упоминается песня Sweet Child o' Mine группы «Guns N' Roses», в другом Джонни напевает первые строки песни «Just Can't Get Enough» группы «Depeche Mode». Также Стремительный Лонни исполняет пародию на песню I Walk the Line Джонни Кэша.
На ноябрь 2006 года был намечен выход художественного фильма о приключениях Джонни Браво, но позднее фильм был отменён, и в настоящее время о судьбе его создания ничего не известно. Кастинг на главную роль прошёл Дуэйн «Скала» Джонсон.

## Награды и номинации[5]
Эпизоды мультсериала семь раз номинировались на различные премии, но ни одной из них он так и не получил.
1. 1997. Премия «Энни». Джефф Беннетт за озвучивание Джонни Браво.
2. 1998. Премия «Энни». Стив Мармел за сценарий к эпизоду «The Perfect Gift».
3. 1999. Премия «Молодой артист». Маэ Уитман за озвучивание Малышки Сьюзи.
4. 2000. Премия «Энни». Кирк Тингблад за лучшую режиссуру в эпизоде «Noir Johnny».
5. 2000. Премия «Энни». Мэри Хэнли за лучший сценарий эпизода «Noir Johnny».
6. 2001. Премия «Золотая бобина». Гленн Ояб, Керри Иверсон, Джесс Аруда и Джон Байрс за лучший звуковой монтаж в эпизодах «Johnny Bravo Affair», «Biosphere Johnny» и «Spa Spaz».
7. 2004. Премия «Золотая бобина». Рой Брейверман за лучший звуковой монтаж в эпизоде «Valentine’s Special».